# Lithophane fuscolilacina
Lithophane fuscolilacina là một loài bướm đêm trong họ Noctuidae.